# جسر ماري (مترو باريس)
جسر ماري (بالفرنسية: Pont Marie)‏ هي محطة مترو تابعة لمترو باريس تقع في فرنسا في الدائرة الرابعة في باريس.[بحاجة لمصدر]